# Mei and the Kittenbus
Mei and the Kitten Bus, auch bekannt als Mei and the Baby Cat Bus (jap. めいとこねこバス, Mei to Koneko Bus/Mei to Koneko Basu), ist ein japanischer Anime-Kurzfilm aus dem Jahr 2002. Er entstand unter der Regie von Hayao Miyazaki, der auch das Drehbuch schrieb, und wurde von Studio Ghibli produziert. Es ist eine Fortsetzung von Mein Nachbar Totoro.

## Handlung
Das Mädchen Mei isst an einem windigen Tag ein Karamellbonbon. Plötzlich taucht ein Wirbelwind auf, der sie verfolgt. Der Wirbelwind stellt sich als Babykatzenbus heraus. Der Katzenbus hat anfangs Angst vor Mei und versucht durch ein Fenster zu entkommen, doch Mei bietet dem Katzenbus ein Karamellbonbon an und die beiden werden Freunde. In dieser Nacht wird Mei erneut vom selben Katzenbus besucht, der Mei einsteigen lässt, worauf er in den Himmel fliegt. Zusammen gehen sie in den mitternächtlichen Wald voll Geister, wo sich unzählige Katzenbusse versammelt haben.
Mei ist anfangs ein wenig erschrocken, fühlt sich aber schnell wohler, als sie ihren alten Freund Totoro sieht. Der Babykatzenbus verlässt sie darauf in einem Wirbelwind und Mei und Totoro laufen mit den anderen Geistern mit. Sie sehen eine Katzenbusoma, die sich als Oma des Babykatzenbusses herausstellt. Mei schenkt der Oma ein Karamellbonbon, das sie dankbar annimmt. Die Katzenbusoma fliegt, nun mit allen Geistern in sich, in den Himmel mit dem Ziel „Windreines Land“ (jap. 風浄土) und Mei fliegt im Babykatzenbus zurück nachhause.

## Charaktere
Im Film treten einige bekannte Figuren aus Mein Nachbar Totoro auf, wie Mei, Totoro und Katzenbusse.
Mei
Mei ist ein junges Mädchen, das neugierig die Welt erlebt. Sie freundet sich mithilfe von einem Karamellbonbon mit dem Babykatzenbus und der Katzenbusoma an. Seit dem Film Mein Nachbar Totoro ist Mei schon mit Totoro befreundet. Meis Stimme ist von Chika Sakamoto geliehen.
Katzenbusse
Der Katzenbus hat Gesicht, Beine und Schwanz einer Katze, aber auch einen Innenraum, in dem meistens Geister, aber auch Menschen sein können. Um in diesem Raum einzulassen, dehnt der Katzenbus Fenster auf die Größe einer Türe aus. Ihr Zielort ist in einem kleinen Feld über ihrem Kopf angezeigt. Die Größe des Katzenbusses verändert sich mit ihrem Alter. Sie können einen Wirbelwind entstehen lassen, um sich schnell zu bewegen. Katzenbusse können auch unsichtbar werden, um sich ungesehen und ungestört zu bewegen. Die Stimme des Omakatzenbusses ist von Hayao Miyazaki geliehen.
Totoro
Eine beliebte Person aus dem Film Mein Nachbar Totoro. Er tritt mit seinem klassischen Regenschirm auf und wird sofort von Mei wiedererkannt. Seine Stimme ist von Hayao Miyazaki geliehen.

## Musik
Der Soundtrack von Mei and the Kitten Bus wurde unter dem Museo d’Arte Ghibli-Label veröffentlicht und wurde am 2. Oktober 2002 exklusiv im Mamma-Audio-Shop im Ghibli-Museum verkauft. Joe Hisaishi hat den Soundtrack im August 2002 fertiggestellt mit vielen Themen aus Mein Nachbar Totoro sowie zwei neuen Melodien. Die erste davon spielt während der Szene, in der Mei dem Babykatzenbus ein Karamellbonbon anbietet. Joe Hisaishi war es wichtig, Komplexität hineinzubringen und das Lied trotzdem so einfach zu halten, dass man es summen kann. Die zweite Melodie spielt während der Szene, als die vielen Katzenbusse in den Wald hineingehen. Die Szene sei ein Wendepunkt in der Geschichte, also wollte Joe Hisaishi das Lied ein bisschen interessanter und eindrücklicher gestalten. Um das zu erreichen, führte er ein oboenartiges, Krummhorn genanntes, Instrument ein.

## Veröffentlichung
Der Film wurde 2002 in Japan veröffentlicht und wird regelmäßig im Kino des Ghibli-Museums gezeigt.
Der Film wurde kurz in den USA gezeigt, um die Veröffentlichung eines anderen Miyazaki-Films, Chihiros Reise ins Zauberland, zu ehren und an einer JDRF-Benefizveranstaltung ein paar Tage später.